# Бугри (присілок, Новгородська область)
Бугри (рос. Бугры) — присілок в Хвойнинському районі Новгородської області Російської Федерації.
Населення становить 10 осіб. Входить до складу муніципального утворення Звягинське сільське поселення.

## Історія
Від 2005 року входить до складу муніципального утворення Звягинське сільське поселення

## Населення
| 2009 | 2010 |
| ---- | ---- |
| 22   | ↘10  |